# Narcissa Niblack Thorne
Narcissa Niblack Thorne (* 2. Mai 1882 in Vincennes, Indiana; † 25. Juni 1966 in Chicago) war eine US-amerikanische Künstlerin, die für ihre Miniaturen von europäischen und nordamerikanischen Inneneinrichtungen bekannt ist.

## Leben
Narcissa Niblack Thorne wurde 1882 in Vincennes im US-Bundesstaat Indiana geboren. Ihr Vater William Caldwell Niblack stammte aus Salem, Massachusetts, und konnte seine Abstammung auf einen Passagier der Mayflower zurückführen, ihre Mutter Frances Herr Niblack stammte aus einer Müllersfamilie aus Virginia. Der Admiral Albert Parker Niblack (1859–1929) war Narcissas Onkel. Einige Jahre nach ihrer Geburt zog die Familie nach Chicago, wo ihr Vater eine eigene Anwaltskanzlei begründete. Zunächst zuhause von einer Gouvernante erzogen, besuchte sie dort später eine öffentliche Schule und abschließend das Kenwood Institute. Im Mai 1901 heiratete sie ihre Jugendliebe James Ward Thorne, den wohlhabenden Sohn eines Miteigentümers des Einhandelunternehmens Montgomery Ward. Das Ehepaar wurde Eltern zweier Kinder und unterhielt ein Anwesen in Chicago sowie ein weiteres Haus im wohlhabenden Vorort Lake Forest. Als Ehefrau rückte Narcissa Thorne bald in das Licht der Öffentlichkeit und wurde zu einer Dame der Gesellschaft, die philanthropisch unter anderem das Art Institute of Chicago, die Chicago Historical Society und die Women’s Exchange, eine Arbeitsvermittlung für Frauen, förderte.

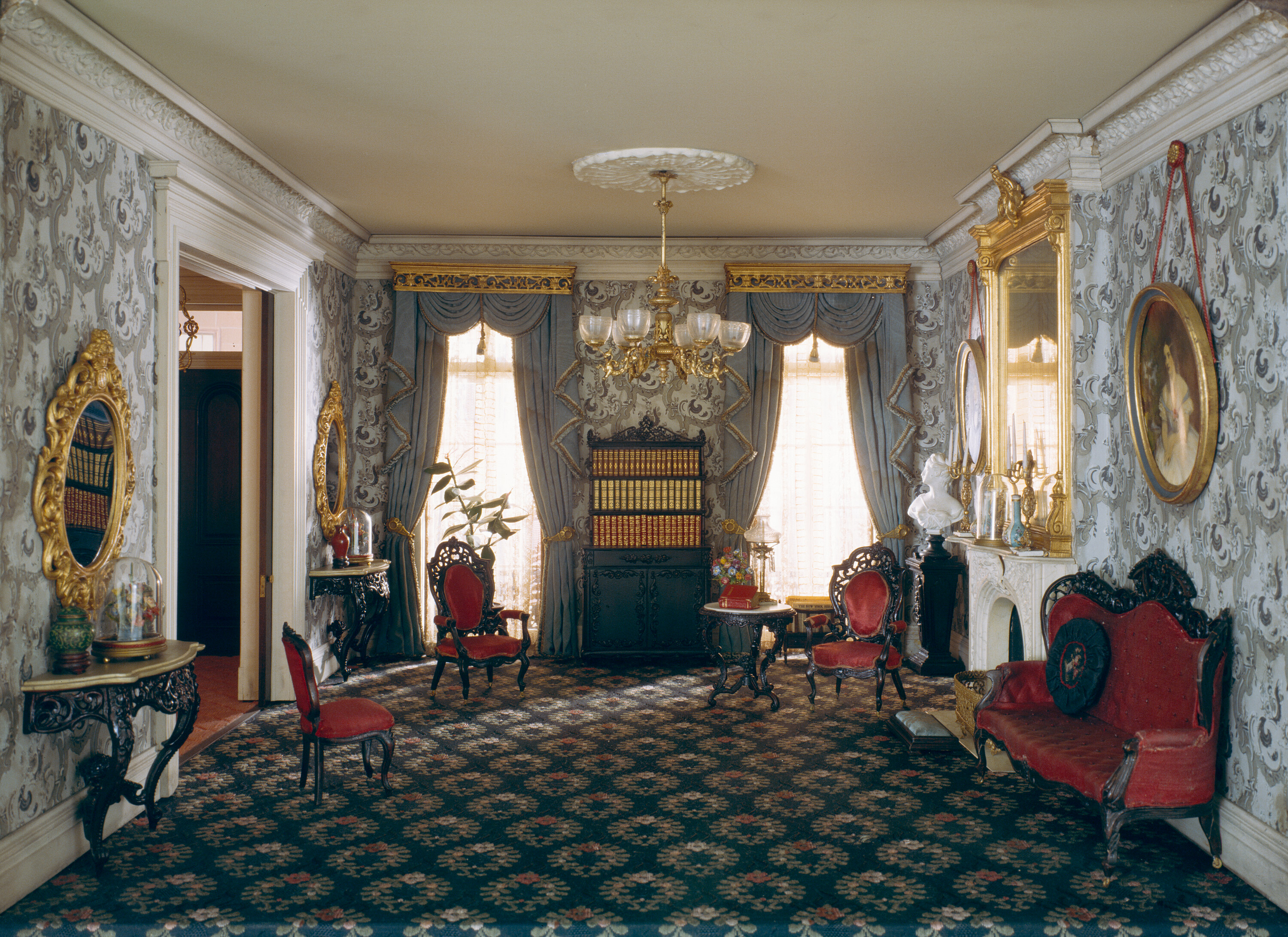
Narcissa Niblack Thorne: „New York Parlor, 1850-70,“ ca. 31,5 × 44,5 × 53 Zentimeter groß, entstanden 1937–1940.

Narcissas Thorne Ehemann James trat 1926 in den Ruhestand ein, woraufhin das Ehepaar lange Reisen durch Europa unternahm. Auf diesen Reisen sammelte sie Miniaturen von Gegenständen ein. Zurück in den USA begann sie, mit diesen Gegenständen detailreiche Miniaturinneneinrichtungen zu erschaffen. Eine erste Reihe von Werken entstand ab den späten 1920er Jahren und frühen 1930er Jahren. Vieles bewerkstelligte sie allein, doch sie holte sie für diverse Facharbeiten Unterstützung von Experten. Darunter war beispielsweise der Architekt Edwin Hill Clark, der auch das Anwesen des Ehepaars Thorne in Lake Forest gestaltet hatte. Für bestimmte Räume gab sie auch eigene Miniaturkunstwerke in Auftrag, unter anderem bei Fernand Léger, Léopold Survage und Amédée Ozenfant. Insbesondere während der Great Depression förderte sie so auch lokale Künstler. Eine zweite Reihe von europäischen Räumen beendete sie 1937, gefolgt von einem Set US-amerikanischer Inneneinrichtungen 1942. Auch danach fertigte sie weitere Räume an. Eine eigene Werkstatt begründete sie in den Räumen der Women’s Exchange. Alle Miniaturensembles waren zur Bildung der Öffentlichkeit gedacht und zeigten möglichst historisch akkurat detailreiche Innengestaltungen im Maßstab 1:12. Miniaturpersonen bildete sie nie ab. Insgesamt reichen ihre Miniaturen zeitlich vom späten 13. Jahrhundert bis in die damals zeitgenössische Mitte des 20. Jahrhunderts und zeigen vor allem Beispiele aus Europa und Nordamerika, vereinzelt aber auch aus anderen Regionen der Welt.
Nach ersten Ausstellungen in kleinem Rahmen wurden Thornes Werke im Rahmen der Weltausstellung „A Century of Progress“ 1933 in Chicago gezeigt. 1937 fand eine erste Schau im Art Institute of Chicago statt, gefolgt von Ausstellungen auf der Golden Gate International Exposition 1939 und der 1939 New York World’s Fair. Ebenso gab es Wanderausstellungen durch diverse Kunstmuseen in den ganzen USA. Nach dem Tod ihres Ehemannes 1946 und der Schließung der Women’s Exchange 1960 baute Thorne eine Werkstatt in ihrer eigenen Wohnung auf, ehe sie diese im März 1966 aus gesundheitlichen Gründen auflöste. Sie starb drei Monate später in Chicago und liegt auf dem Rosehill Cemetery im Norden Chicagos begraben. Die meisten ihrer Werke schenkte sie bereits in den 1940er Jahren dem Art Institute of Chicago, das 1954 eigene Räumlichkeiten für eine Dauerausstellung der „Thorne Miniature Rooms“ einrichtete. Thornes Werke gehören dort zu den beliebtesten und meistbesuchten Exponaten des Museums. Weitere Sammlungen ihrer Werke befinden sich im Phoenix Art Museum, im Knoxville Museum of Art und im Herron Museum in Indianapolis; einzelne Stücke sind verstreut in anderen Museen zu finden. Ihre umfangreiche Büchersammlung gab Thorne ebenfalls an das Art Institute of Chicago, das sie 1959 zum Honorary Curator of Decorative Arts ernannt hatte.